# Phaonia yinggeensis
Phaonia yinggeensis este o specie de muște din genul Phaonia, familia Muscidae, descrisă de Xue în anul 1991. Conform Catalogue of Life specia Phaonia yinggeensis nu are subspecii cunoscute.